# Elia Kahvedjian
Elia Kahvedjian (1910 Şanlıurfa – 1999 Jeruzalém) byl arménský fotograf a jeden z předních fotografů v Jeruzalémě.

## Životopis
Elia Kahvedjian unikl arménské genocidě se svou sestrou v roce 1915, zatímco 160 členů jeho rodiny bylo zavražděno. Přišel do sirotčince v Nazaretu a prostřednictvím jednoho ze svých učitelů se poprvé seznámil s fotografií. Později odešel do Jeruzaléma jako fotograf. Pořídil tisíce fotografií historické Palestiny, Jordánska a Sýrie.
Během války v Palestině v roce 1948 schoval Kahvedjian svou sbírku negativů v podkroví. Fotografie byly nalezeny až v roce 1987 a dnes představují cenné historické dokumenty o životě na Blízkém východě. Jeho syn Kevork osobně vydal výběr obrázků.

## Ilustrovaná kniha
- Kevork Kahvedjian: Jerusalem through my father's eyes (Jeruzalém očima mého otce). Jeruzalém 1998, ISBN 9789659022700.